# مارغريت بوش ويلسون
مارغريت بوش ويلسون (بالإنجليزية: Margaret Bush Wilson)‏ هي محامية أمريكية، ولدت في 30 يناير 1919 في سانت لويس في الولايات المتحدة، وتوفيت في 11 أغسطس 2009.

## وصلات خارجية
- مارغريت بوش ويلسون على موقع إن إن دي بي (الإنجليزية)